# Calliostoma santacruzanum
Calliostoma santacruzanum is een slakkensoort uit de familie van de Calliostomatidae. De wetenschappelijke naam van de soort is voor het eerst geldig gepubliceerd in 1970 door McLean.